# Raffineriekraftwerk Leuna
Das Raffineriekraftwerk Leuna liegt bei Leuna (Saalekreis) auf dem Gelände des Chemieparks Leuna.
Es versorgt die Total Energies Raffinerie Mitteldeutschland mit Energie, dazu zählen Strom, Prozessdampf, vollentsalztes Wasser (Deionat) und Druckluft. 
Das Kraftwerk wird mit Raffinerie-Rückständen befeuert.
Die installierte Leistung beträgt 162 Megawatt, die Jahresnutzungsdauer mehr als 8.000 Stunden. Der Betreiber des Kraftwerks ist die Iqony.